# Beatrice Baldacci
Beatrice Baldacci, née le 1993 à Città di Castello, est une réalisatrice italienne.

## Biographie

### Jeunesse et études
Beatrice Baldacci naît en 1993 à Città di Castello. Elle étudie un an la psychologie à Padoue, puis le cinéma à Rome, dans l'Université privée des Beaux-Arts de Rome (en), à partir de 2014. En 2017, elle soutient son mémoire de fin d'études sur la frontière entre l'homme et l'animal et l'anthropomorphisation au cinéma, sous la direction de Susanna Nicchiarelli,.

### Débuts en réalisation
Durant ses études, elle réalise le court-métrage de fiction Corvus Corax.
En 2018, elle réalise le court-métrage documentaire Un posto sicuro.
En 2019, c'est le court-métrage autobiographique Supereroi senza superpoteri, qui remporte une mention spéciale en tant que meilleur court-métrage de la 76e Mostra de Venise. La réalisatrice y raconte sa relation avec sa mère, de l'enfance à l'âge adulte,.

### Premier long-métrage
En 2021, elle co-écrit et réalise son premier long métrage, La tana, qui remporte notamment le prix Raffaella Fioretta le 22 octobre 2021. Plusieurs commentateurs font le lien entre ce film, où les relations entre le personnage féminin principal et sa mère constituent une part de l'intrigue, et le court-métrage Supereroi senza superpoteri, où la relation mère-fille autobiographique constitue la trame de l'œuvre,,. Certains spectateurs sont plus critiques et y voient une œuvre intéressante mais « inégale » dont la seconde partie aurait mérité un second film.

## Filmographie

### Courts-métrages
- 2017 : Corvus Corax
- 2018 : Un posto sicuro
- 2019 : Supereroi senza superpoteri

### Longs-métrages au cinéma
- 2022 : La tana